# 펠덴암뵈르터제

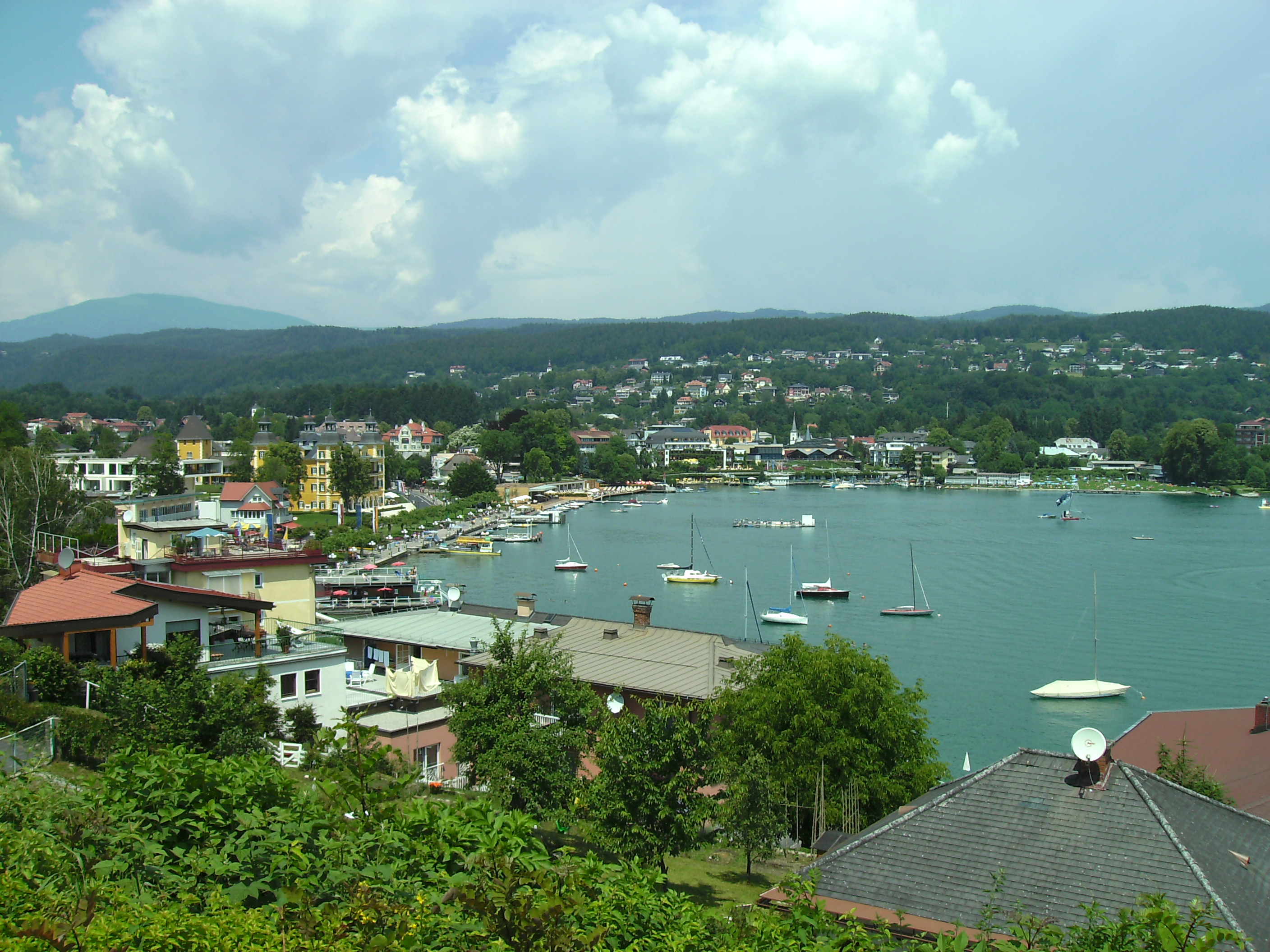
펠덴암뵈르터제

펠덴암뵈르터제(독일어: Velden am Wörther See, 슬로베니아어: Vrba na Koroškem)는 오스트리아 케른텐주에 위치한 도시로 면적은 52.97km2, 높이는 460m, 인구는 8,952명(2016년 1월 1일 기준), 인구 밀도는 170명/km2이다. 뵈르트호 서안과 접한다.

시 문장

## 자매 도시
- 슬로베니아 블레트
- 이탈리아 제모나델프리울리
- 이탈리아 예솔로